# دميرتشي درة سي عليا
دميرتشي درة سي عليا (بالإنجليزية: Damirchi Darrehsi-ye Olya)‏ هي منطقة سكنية تقع في قسم بائين برزند الريفي في إيران. يقدر عدد سكانها بـ 52 نسمة .